# Мигел Анхел Надал
Мигел Анхел Надал Омар (шп. Miguel Ángel Nadal Homar; рођен 28. јула 1966) бивши је шпански фудбалер. Надимком The Beast (Звер), он заснива своју игру на огромној физичкој снази, такође је био прилагодљив различитим позицијама одбрамбеног и везног фудбалера.
Почео је и завршио каријеру у Мајорци, али његови највећи успеси су били док је играо у Барселони током такозваног доба Dream team, које је предводио Јохан Кројф. Током 19 професионалних сезона играо је 492 утакмице (462 оних који су у Ла лиги).
Веома је важан део поставке репрезентације Шпаније током 1990-их, а Надал је представљао нацију на три Светска купа и на ЕУРУ 1996. Стриц је познатог шпанског тенисера Рафаела Надала.